# Яндилетково
Яндиле́тково (рос. Яндылетково, марій. Яндылет) — присілок у складі Оршанського району Марій Ел, Росія. Входить до складу Великопольського сільського поселення.
Стара назва — Янділетково.

## Населення
Населення — 78 осіб (2010; 84 у 2002).
Національний склад (станом на 2002 рік):
- марійці — 100 %